# Rycroft
Rycroft es un pueblo canadiense situado en la provincia de Alberta.

## Superficie
Rycroft tiene una superficie de 1,85 km².

## Demografía
En 2021, tenía 550 habitantes, una densidad poblacional de 297,1 hab./km², y 299 viviendas.